# Can Lliure
Can Lliure és una obra de Girona inclosa a l'Inventari del Patrimoni Arquitectònic de Catalunya.

## Descripció
És un edifici de diferents cossos i a diferent desnivell. La part més elevada és la pallissa, d'una planta, amb teulat a un pendent. S'hi accedeix per una porta d'arc de mig punt gran. El conjunt s'obre a la vall per la façana posterior.
Al costat de la pallissa s'hi adossa una masia, guanyant el desnivell d'una planta, de planta baixa i un pis, a un vessant. Per davant d'aquest cos s'hi adossa una quadra, de planta baixa i teulat amb el vessant contrari a ell. S'hi accedeix a través d'una porta de llinda planera datada 1722. Aquesta porta dona a un pati tancat. Aquest cos del pati està desplaçat respecte al cos més alt, deixant espai per una porta i una finestra de llinda planera a sobre.
Les cantonades del cos més alt són de pedra clara polida, visibles des de lluny.

## Història
Les llindes estan datades: 1722, 1759.